# 李泰燮
李 泰燮（李太夑、リ・テソプ、朝鮮語: 리태섭）は、朝鮮民主主義人民共和国の軍人、政治家。社会安全相、朝鮮労働党中央委員会政治局委員候補。朝鮮人民軍総参謀長、第5軍団長、第7軍団長などを歴任した。朝鮮人民軍における軍事称号（階級）は大将。

## 経歴
出生地や生年月日は不明。2009年3月9日に実施された最高人民会議第12期代議員選挙で代議員に選出され、2010年9月28日に開催された朝鮮労働党第3回党代表者会で朝鮮労働党中央委員会委員に選出され、2011年12月17日に金正日総書記が死去した際には、国家葬儀委員会委員に選ばれた。2014年3月9日に実施された最高人民会議第13期代議員選挙で代議員に再選され、就任時期は不明であるが朝鮮人民軍中将として、第7軍団長に任命された。同年5月9日に開催された朝鮮労働党第7次大会で朝鮮労働党中央委員会委員に再選された。
2019年3月10日に実施された最高人民会議第14期代議員選挙で代議員に再選され、2020年10月10日に開催された朝鮮労働党創建75周年を記念する軍事パレードでは、上将として第5軍団縦隊を率いて行進した。
2021年1月5日から開催された朝鮮労働党第8次大会で中央委員会委員に再選され、同年12月27日から開催された党中央委員会第8期第4回総会で社会安全相に任命され、党中央委員会政治局委員候補に補欠選挙された。
2022年6月11日、朝鮮労働党中央委員会第8期第5回総会で党中央軍事委員会が提起した調節配置案を承認したことに従って大将として人民軍総参謀長に任命された。
2023年1月1日に朝鮮労働党中央委員会第8期第6回総会の公報が発表され、その中で人民軍総参謀長を退任し、社会安全相に復帰したことが明らかとなった。
2024年7月29日、平安北道で起きた水害被害の視察に訪れた金正恩が移動列車内で主宰した党政治局非常拡大会議において、社会安全相を更迭された。